# Hidrogénnel töltött léghajók balesetei
A léghajózás első évtizedeiben hidrogénnel töltötték fel a légi járművek ballonjait. A hidrogén a Föld legkönnyebb eleme, könnyen és olcsón előállítható, ezért előszeretettel használták a léghajók építői. A hidrogén azonban könnyen lángra lobban a levegővel keveredve, és emiatt számos tragédiát okozott. Az 1930-as években megtiltották alkalmazását a léghajózásban.

## A balesetek listája
| Időpont              | Léghajó                       | Balesetleírás | Kép |
| -------------------- | ----------------------------- | --- | --- |
| 1908. augusztus 5.   | LZ 4                          | Egy kényszerleszállás után a németországi Echterdingennél a heves szél letépte az ideiglenesen kikötött léghajót a köteleiről, és fáknak csapta. A jármű kiégett. |     |
| 1910. szeptember 14. | LZ 6                          | A világ első utasszállító légitársaságának léghajója Baden-Oosnál semmisült meg, amikor a hidrogén a gondola tisztítása közben lángra kapott |     |
| 1912. június 17.     | LZ 12                         | A léghajó hidrogénje a jármű friedrichshafeni hangárjában gyulladt be, miközben a gázt távolították el a hajótestből. |     |
| 1912. június 28.     | LZ 10 Schwaben                | Az utasszállító léghajó a düsseldorfi repülőtéren semmisült meg a statikus elektromosság miatt keletkezett tűzben. |     |
| 1912. július 2.      | Akron                         | Melvin Vaniman léghajója 15 perccel azután robbant fel, hogy Atlantic Cityből elindult az Atlanti-óceán átszelésére. |     |
| 1913. október 17.    | LZ 18                         | Repülés közben kigyulladt a léghajó hidrogénje. A tűzben a fedélzeten tartózkodó valamennyi ember meghalt. |     |
| 1915. május 20.      | LZ 30                         | A német léghajó megsérült, amikor hangárjából kivontatták, majd elszabadult. Nem messze lezuhant és lángra kapott. |     |
| 1915. szeptember 30. | LZ 40                         | A léghajó nordholzi bázisára tartott, amikor Cuxhaven közelében viharba került. Valószínűleg egy felszálló légáramlat felemelte az LZ–40-et, amelyből kiszabadult a hidrogén és begyulladt a légköri viszonyok miatt. A fedélzeten utazó 19 ember életét vesztette.                            |     |
| 1915. november 10.   | SL 6                          | Felszállás közben felrobbant és kiégett, a fedélzeten mindenki meghalt. |     |
| 1915. november 17.   | LZ 52                         | A léghajó lángra kapott, miközben a tønderi bázison töltötték fel hidrogénnel. |     |
| 1916. szeptember 16. | LZ 31 és LZ 36                | Mindkét hajó a hangárjában gyulladt ki újratöltés közben Fuhlsbüttelnél. |     |
| 1916. december 28.   | LZ 53 és LZ 69                | Az LZ 69 visszatért az LZ 53-assal közös hangárjába a tønderi zeppelin-bázison, de egy erős széllökés az épület tetejéig emelte, ahol egy villany izzó miatt begyulladt a hidrogén. Mindkét léghajó megsemmisült a tűzben.                                                                     |     |
| 1917. március 30.    | SL 9                          | A Balti-tenger felett villám csapott a léghajóba, a fedélzeten utazó 23 ember meghalt. |     |
| 1917. október 7.     | LZ 102                        | Az LZ 102 a Niedergörsdorf–Jüterbognál található léghajóbázis egyik hangárjában égett, miután a leszállását kísérő erős szélben megrongálódott. |     |
| 1918. január 5.      | LZ 87, LZ 97, LZ 94 és LZ 105 | Az ahlhorni zeppelin-bázison történt robbanásban mind a négy léghajó megsemmisült. |     |
| 1918. április 7.     | LZ 104                        | A léghajó repülés közben felrobban, és Málta közelében lezuhant. A fedélzeten tartózkodó 21 ember meghalt. |     |
| 1919. július 21.     | Wingfoot Air Express          | Az amerikai Goodyear cég léghajója repülés közben felrobbant, majd belecsapódott az Illinois Trust & Savings Building chicagói épületébe. A legénység három tagja és a bank tíz dolgozója meghalt, 27-en megsérültek. A baleset után a Goodyear valamennyi léghajóját héliummal töltötték fel. |     |
| 1921. augusztus 23.  | R–38                          | Az Amerikai Egyesült Államok haditengerészetének szánt brit építésű léghajó szerkezete megsérült a nagy-britanniai Hull felett, és a jármű a Humber folyóba zuhant, majd kiégett. A fedélzeten tartózkodó 49 emberből 44 meghalt.                                                              |     |
| 1922. február 21.    | Roma                          | Az Umberto Nobile által épített amerikai katonai léghajó kigyulladt, amikor magas feszültségű vezetéknek ütközött Hampton Roads közelében. A 45 tagú legénységből 34-en meghaltak. A baleset után a kormány úgy döntött, hogy az amerikai léghajókat héliummal kell feltölteni.                |     |
| 1923. december 21.   | Dixmude                       | A franciák által működtetett léghajó Szicília partjainál, a Földközi-tenger felett semmisült meg hidrogénrobbanásban. A detonációt több kilométerről is látni lehetett. Valószínűleg a légkör elektromos töltöttsége okozta a katasztrófát.                                                    |     |
| 1930. október 5.     | R–101                         | A brit léghajó a franciaországi Beauvais egyik domboldalának ütközött. A baleset nem volt heves, de a hidrogén meggyulladt, és az 55 emberből 48 halálra égett. |     |
| 1937. május 6.       | LZ 129 Hindenburg             | A léghajó leszállás közben felrobbant a lakehursti bázison |     |